# Dilodendron costaricense

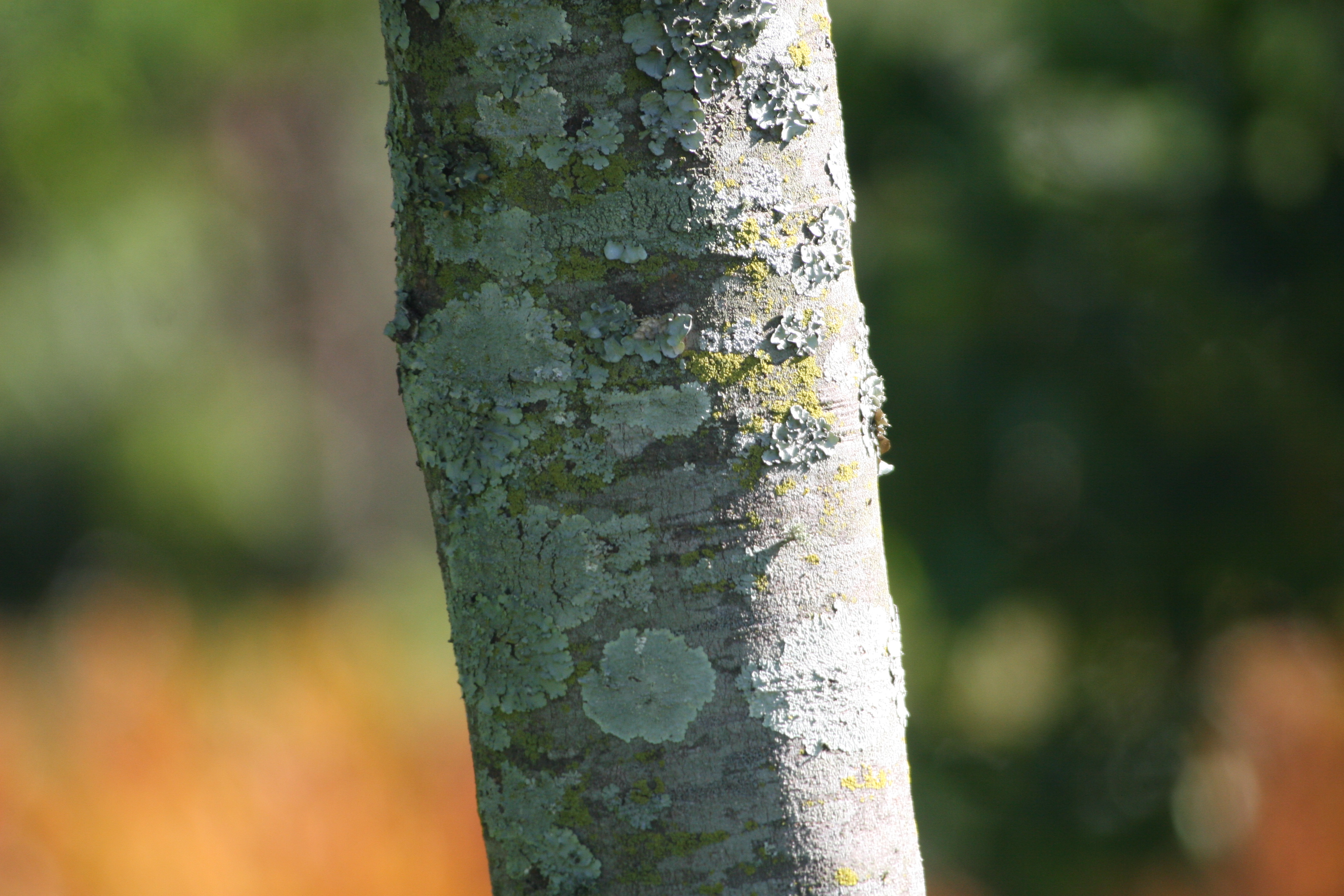
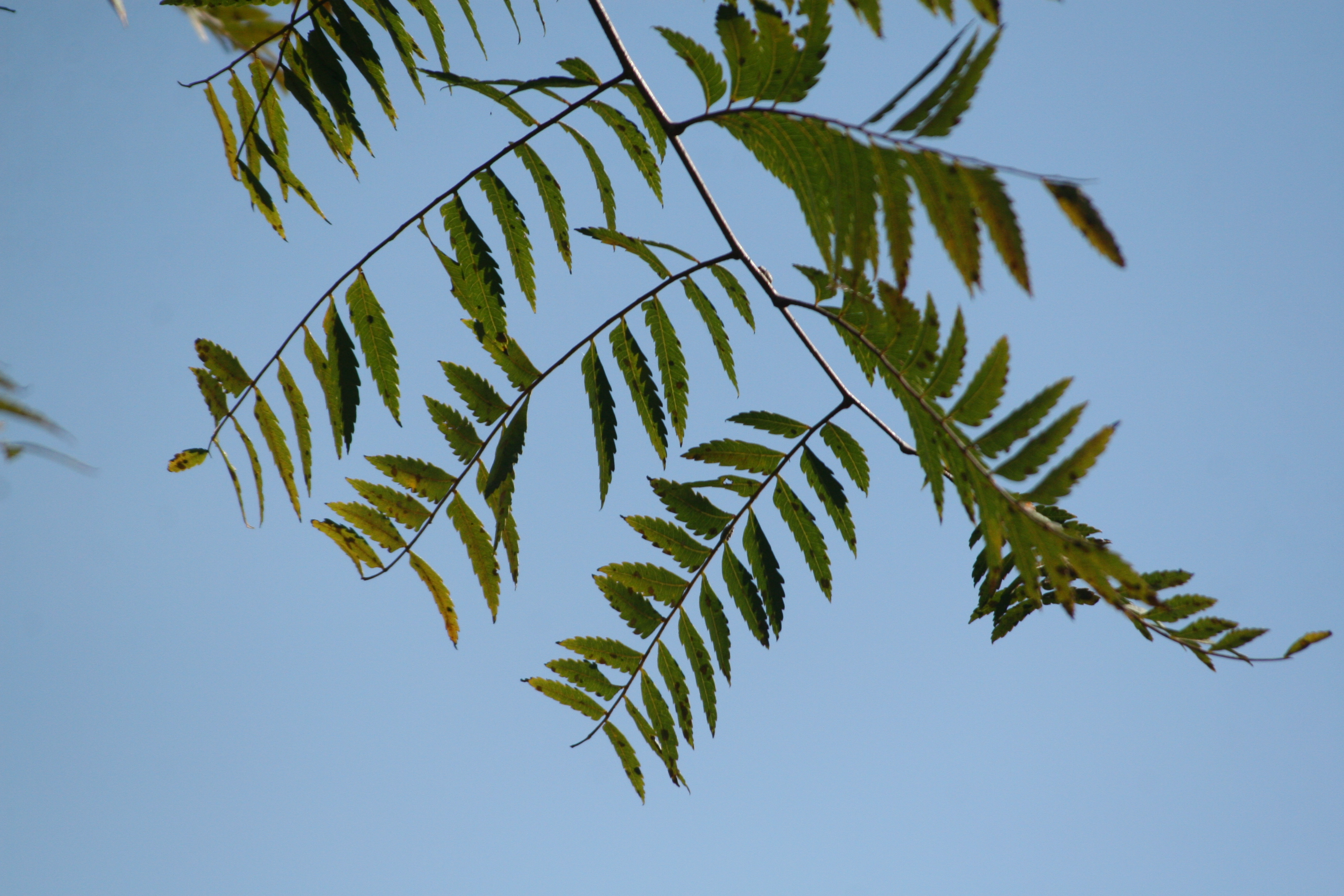

Dilodendron costaricense är en kinesträdsväxtart som först beskrevs av Ludwig Radlkofer, och fick sitt nu gällande namn av A.H. Gentry & J. Steyermark. Dilodendron costaricense ingår i släktet Dilodendron och familjen kinesträdsväxter. Inga underarter finns listade i Catalogue of Life.